# Madacones spinosus
Madacones spinosus es una especie de coleóptero de la familia Zopheridae.

## Distribución geográfica
Habita en Madagascar.